# Vueling Airlines
Possible by Vueling

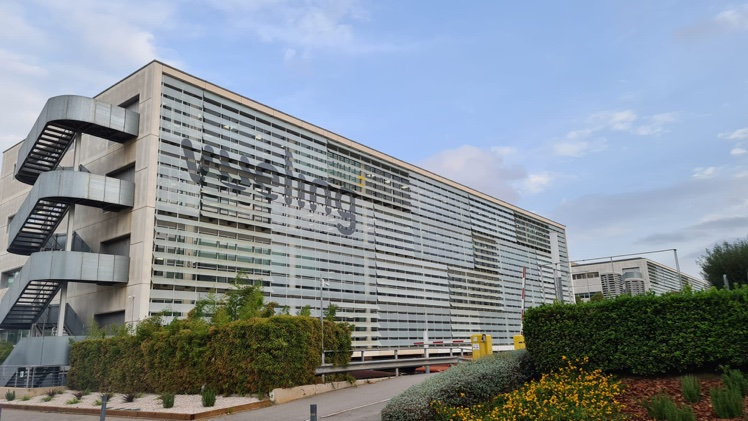
Siège social de Vueling à Viladecans, près de Barcelone.

Vueling Airlines S.A. (code AITA : VY ; code OACI : VLG) est une  compagnie aérienne à bas prix espagnole fondée en 2004 et ayant son siège à El Prat de Llobregat, près de Barcelone. Elle fait partie du groupe IAG.
En 2015, Vueling propose plus de 340 itinéraires en Europe, en Afrique et au Moyen-Orient ; elle compte vingt-deux bases dont huit sont situées hors de l'Espagne,. Les aéroports de Barcelone et Rome-Fiumicino lui servent de plates-formes de correspondance. Le nom de la compagnie est dérivé du mot espagnol « vuelo » signifiant vol.

## Histoire
- 1er juillet 2004 : vol inaugural entre Barcelone et Ibiza[5]. La création de l'entreprise représente un investissement initial de 150 millions d'euros[réf. nécessaire] ;
- Novembre 2007 : les fondateurs de l'entreprise, Carlos Muñoz et Lazaro Ross, sont démis par le conseil d'administration, consécutivement aux difficultés financières rencontrées par l'entreprise ;
- Juillet 2009 : fusion entre Vueling et Clickair, naissance de la nouvelle Vueling[5] ;
- Juillet 2009 : l'entreprise obtient le certificat IOSA de l'IATA[6]. Cette certification est renouvelée début 2014 pour une durée de deux ans[7] ;
- 26 avril 2013 : IAG, qui contrôle par ailleurs, entre autres, les compagnies aériennes British Airways et Iberia, prend le contrôle de 90,5 % des actions de Vueling[5]. L'action de la compagnie est retirée des bourses de Barcelone, Bilbao, Madrid et Valence[8] ;
- Avril 2014 : ouverture d'une seconde plate-forme de correspondance (hub) à l'aéroport Léonard-de-Vinci de Rome Fiumicino ;

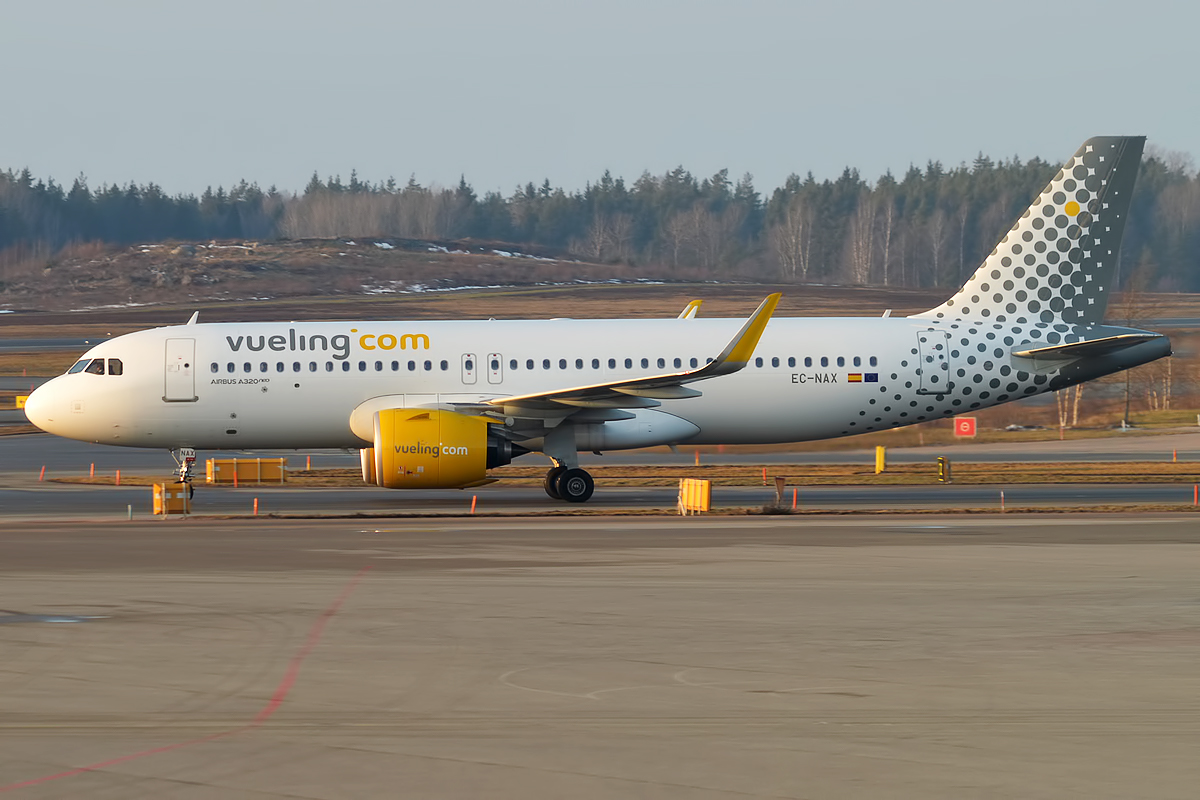
A320neo de Vueling.

- Août 2015 : la flotte passe le cap des 100 avions[9] ;
- Juin et juillet 2016 : de nombreux avions en panne et des rotations trop serrées débouchent sur une série noire d'annulations et de retards majeurs affectant plus de 64 000 personnes, en plein pic des vacances d'été ; le ministère des transports espagnol menace de retirer la licence de la compagnie[10] ;
- Octobre 2016 : annonce d'un plan de réorganisation comprenant la suppression des bases de Bruxelles, Palerme et Catane, la suppression de certaines routes (notamment vers et depuis le Portugal), une concentration sur l'Espagne, la France et l'Italie, et un renfort du service clients[10] ;
- La compagnie est visée par une plainte pour pratiques commerciales trompeuses de greenwashing en compagnie de 16 autres compagnies par 22 associations européennes de consommateurs en juin 2023[11].

## Destinations

### Sans escale vers/depuis la France
La France est un marché important pour Vueling. En 2016, la compagnie y dessert 13 aéroports et propose un total de 67 routes, soit 116 décollages et atterrissages vers ou depuis la France au programme d'été. En mai 2016, Vueling annonce avoir transporté 20 millions de passagers en France depuis 2004, l'année de son lancement. Au départ des deux aéroports parisiens, les routes les plus fréquentées sont Barcelone, Rome-Fiumicino et Séville.
En France, Vueling permet de relier sans escale diverses destinations dont Alger, Las Palmas, Palma ou Ténériffe-Sud

### Sans escale vers/depuis la Belgique
Annoncée en novembre 2013, Vueling a ouvert une base à l'aéroport de Bruxelles au printemps 2014 et proposait depuis 11 destinations directes (Alicante, Barcelone, Lisbonne, Malaga, Porto, Rome-Fiumicino, Valence, Venise, Ibiza, Palma de Majorque, Saint-Jacques-de-Compostelle)[source insuffisante]. En octobre 2016, Vueling suspend cette base de manière temporaire jusqu'à l'été 2017 et supprime certaines routes.

### Liste des destinations desservies

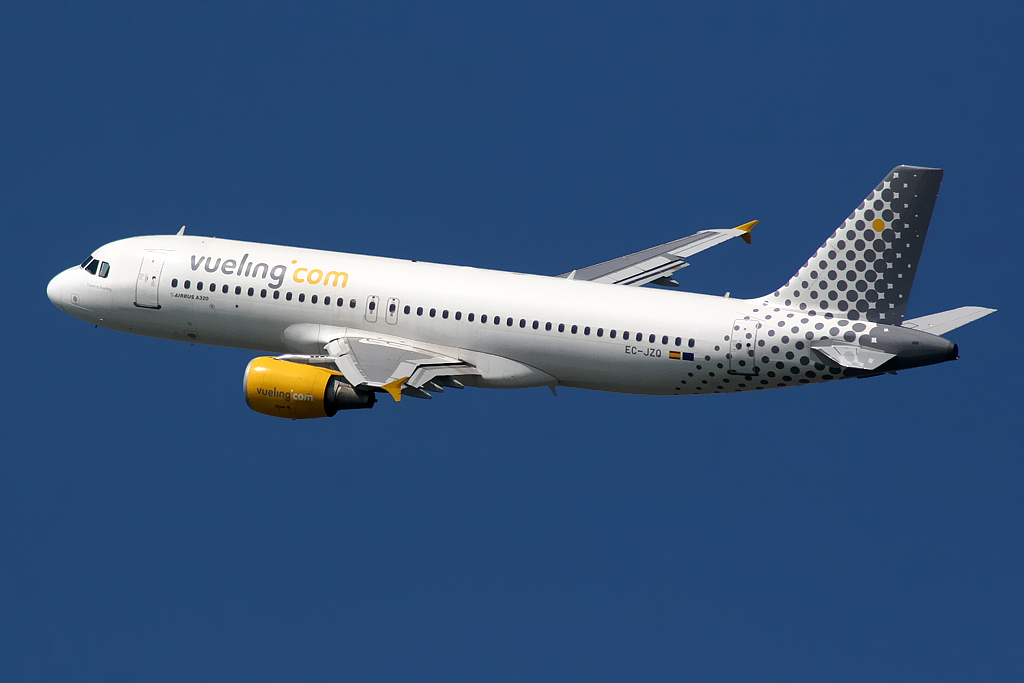
Vueling Airbus A320-200 dans le ciel au-dessus de Barcelone.

Le réseau de Vueling est principalement construit autour de son hub de Barcelone-El Prat. Il correspond à une offre de court et moyen courrier desservant plus de 140 destinations en Europe, en Afrique, et au Proche-Orient. L'objectif affiché de la compagnie est de relier « toutes les villes d'Europe » à sa plate-forme de correspondance catalane. En 2013, l'offre Vueling représente une part de marché de 36 % sur l'aéroport de Barcelone-El Prat.

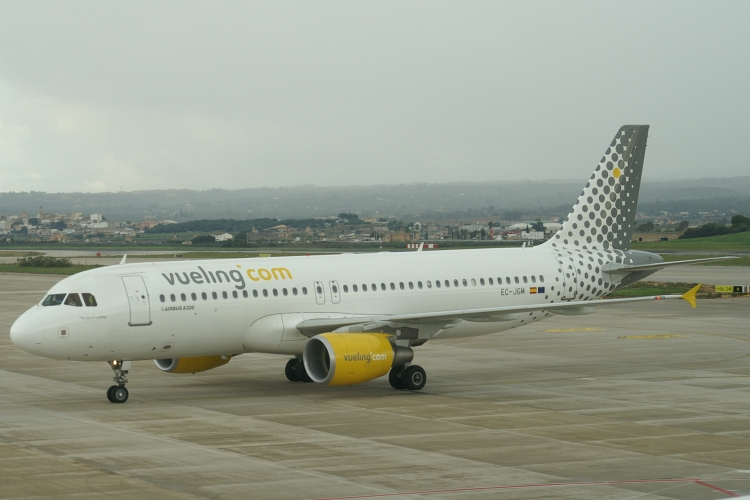
Vueling Airbus A320-200 à l'aéroport de Palma de Majorque.

Cependant, des liaisons hors d'Espagne sont également ajoutées progressivement au réseau, comme Paris-Orly - Casablanca ou Londres-Heathrow - Florence, par exemple,.
Le 21 novembre 2013, Vueling annonce la création d'un second hub à Rome-Fiumicino à partir de l'été 2014, visant à copier son modèle barcelonais sur l'Italie et l'Europe du Sud-Est.
| Pays               | Ville(s) |
| ------------------ | --- |
| Algérie            | Alger, Oran |
| Allemagne          | Berlin-Tegel, Düsseldorf, Hambourg, Hanovre, Munich, Nuremberg, Stuttgart |
| Autriche           | Vienne |
| Belgique           | Bruxelles (base) |
| Biélorussie        | Minsk |
| Chypre             | Larnaca |
| Croatie            | Dubrovnik, Split, Zadar, Zagreb |
| Danemark           | Aalborg, Copenhague |
| Espagne            | Alicante (base), Almería, Barcelone (hub et base), Bilbao (base), Fuerteventura, Grande Canarie (base), Grenade, Ibiza (base), Jerez, La Corogne (base), La Palma, Lanzarote, Lérida, Madrid (base), Malaga (base), Minorque, Oviedo (base), Palma (base), Pampelune, Saint-Jacques-de-Compostelle (base), San Sebastian, Séville (base), Tenerife (base), Valence (base), Valladolid, Vigo |
| Estonie            | Tallinn |
| Égypte             | Le Caire |
| Finlande           | Helsinki |
| France             | Bâle-Mulhouse-Fribourg, Bastia, Bordeaux, Brest, Lille, Lyon, Marseille, Nantes, Nice, Paris-Charles-de-Gaulle (base) et Orly (base), Rennes, Toulouse |
| Gambie             | Banjul |
| Ghana              | Accra |
| Grèce              | Athènes, Corfou, Cos, Crète, Mykonos, Prévéza, Rhodes, Santorin, Thessalonique, Zante |
| Hongrie            | Budapest |
| Irlande            | Dublin |
| Islande            | Reykjavik |
| Israël             | Tel Aviv |
| Italie             | Bari, Brindisi, Bologne, Cagliari, Catane, Florence (base), Gênes, Lamezia Terme, Lampedusa, Milan-Malpensa, Naples, Olbia, Palerme, Pise, Reggio de Calabre, Rome-Fiumicino (hub et base), Turin, Venise |
| Liban              | Beyrouth |
| Luxembourg         | Luxembourg |
| Malte              | La Valette |
| Maroc              | Casablanca, Fès, Marrakech, Nador, Tanger |
| Norvège            | Bergen, Oslo |
| Pays-Bas           | Amsterdam (base) |
| Pologne            | Cracovie, Varsovie |
| Portugal           | Faro, Lisbonne, Madère, Porto |
| République tchèque | Prague |
| Roumanie           | Bucarest |
| Royaume-Uni        | Birmingham, Cardiff, Édimbourg, Londres-Gatwick, Heathrow et Luton, Manchester |
| Russie             | Kaliningrad, Saint-Pétersbourg, Moscou |
| Sénégal            | Dakar |
| Serbie             | Belgrade |
| Suède              | Göteborg, Stockholm |
| Suisse             | Bâle, Genève, Zurich |
| Tunisie            | Saisonnier : Tunis |
| Ukraine            | Kiev |

## Flotte

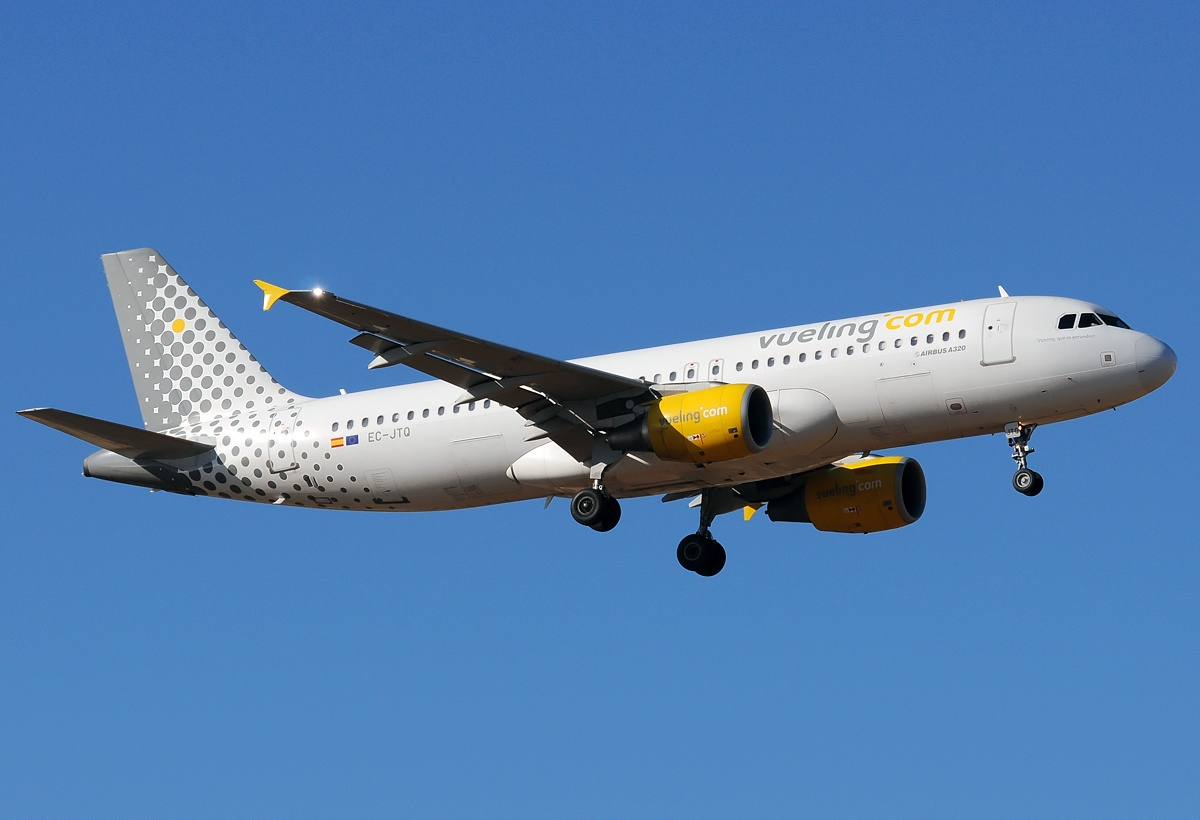
Airbus A320-214 de Vueling.

En Juin 2025, la flotte de Vueling, d'un âge moyen de 11,5 ans, est composée des appareils suivants :
| Type                 | En service | Commandés | Options | Passagers | Remarques |
| -------------------- | ---------- | --------- | ------- | --------- | --------- |
| Airbus A319-100      | 6          | —         |         | 144       |           |
| Airbus A320-200      | 92         | —         |         | 180 / 186 |           |
| Airbus A320neo       | 25         | —         | 58      | 186       |           |
| Airbus A321-200      | 18         | —         |         | 220       |           |
| Airbus A321neo       | 4          | 0         |         | 236       |           |
| Boeing 737 MAX 8-200 | —          | 25        | 100     |           |           |
| Boeing 737 MAX 10    | —          | 25        | 100     |           |           |
| Total                | 145        | 50        | 158     |           |           |

## Programme de fidélisation
Vueling dispose de son propre programme de fidélisation, appelé « Punto », avec un système de cumul de points permettant d'obtenir des réductions ou d'autres services complémentaires. Certains tarifs permettent également de cumuler des points du programme de fidélisation de la compagnie Iberia, Iberia Plus.
À l'été 2017, Vueling annonce le remplacement, à l'automne 2017, de son programme « Punto » par « Vueling Club ».

## Partage de code
Depuis juin 2014, un accord de partage de code avec British Airways intègre une partie des lignes de Vueling dans le réseau British Airways. L'accord portait initialement sur des vols Vueling desservant le Royaume-Uni et l'Italie, mais a été progressivement élargi pour concerner plus de 61 routes internationales entre l'Espagne, le Royaume-Uni, l'Italie et la Scandinavie mais aussi nationales en Espagne et en Italie,. Depuis septembre 2015, Vueling commercialise également des vols British Airways sur son propre site.
Vueling partage également des codes de vol avec Iberia (depuis 2009) et Qatar Airways (depuis septembre 2014, puis renforcé en août 2016),,.
Depuis le 20 mars 2015, Vueling et American Airlines partagent leur codes pour des liaisons entre les États-Unis et l'Europe via les hubs Vueling de Barcelone et Rome.

## Résultats
Vueling est considérée comme la quatrième compagnie aérienne à bas prix en Europe derrière Ryanair, Easyjet et Norwegian. Les chiffres clés illustrant la performance financière et opérationnelle de la compagnie sont résumés ci-dessous,,,,,,,,:
|                                          | 2009   | 2010   | 2011  | 2012    | 2013    | 2014    | 2015    | 2016    | 2017    | 2018    | 2019    | 2020   |
| Chiffre d'affaires (en m€)               | 598,0  | 789,2  | 856,2 | 1 091,1 | 1 394,2 | 1 696,8 | 1 932,9 | 2 027,3 | 2 085,2 | 2 337,5 | 2 445,6 | 594,3  |
| Résultat (en m€)                         | 27,7   | 46     | 10,4  | 28,3    | 93,4    | 98,3    | 95,3    | 48,9    | 117,3   | 149,8   | 132,2   | -785,3 |
| Passagers (millions)                     | 8,2    | 11,0   | 12,2  | 14,8    | 17,2    | 21,5    | 24,8    | 27,8    | 29,6    | 32,7    | 34,5    | 9,6    |
| Nombre de vols                           | 62 573 | 84 435 | NC    | 108 433 | 122 472 | 151 656 | 172 571 | 185 392 | 192 059 | 210 019 | 218 028 | 74 412 |
| Coefficient d'occupation (moyenne, en %) | 73,7   | 73,0   | NC    | 77,7    | 79,6    | 80,4    | 81,3    | 82,4    | 83,7    | 84,3    | 85,7    | 69,8   |

|                                          | 2021    |
| Chiffre d'affaires (en m€)               | 1 014,6 |
| Résultat (en m€)                         | -350,0  |
| Passagers (millions)                     | 15,8    |
| Nombre de vols                           | 110 943 |
| Coefficient d'occupation (moyenne, en %) | 76,6    |

## Incidents et accidents
2006
- 28 mai 2006 - Le vol VY1190 de Barcelone à Saint-Jacques-de-Compostelle (La Corogne), avec 144 personnes à bord, entre dans une zone de turbulence et plonge de plusieurs centaines de mètres avant que les pilotes ne parviennent à reprendre le contrôle ; 7 personnes sont blessées[39],[40],[41].

2009
- 5 août 2009 - Le vol VY9127 entre Paris (France) et Alicante (Espagne), avec 169 passagers à bord, connaît des problèmes de moteur lors de manœuvres au sol qui entraînent une évacuation d'urgence. Il y a eu 8 blessés[42].
- 29 novembre 2009 - Le vol VY6394 de Barcelone, en Espagne, à destination de Milan, en Italie, effectue la manœuvre d'atterrissage lorsque les pilotes remarquent un véhicule sur la piste à très basse altitude. La manœuvre a été avortée[43].

2010
- 23 avril 2010 - Le vol VY7101 de Londres, au Royaume-Uni, à destination de La Corogne, en Espagne, est contraint d'effectuer un atterrissage d'urgence à Londres avec un seul moteur après avoir eu des problèmes avec l'autre moteur pendant la montée[44].
- 26 avril 2010 - Un A320 effectuant la liaison Séville (Espagne) - Barcelone (Espagne) fait un atterrissage forcé à Séville sur un seul moteur après avoir percuté une volée d'oiseaux peu après le décollage[45].
- 22 août 2010 - L'avion effectuant le vol VY2317 entre Grenade (Espagne) et Barcelone (Espagne) connaît des problèmes hydrauliques au niveau du train d'atterrissage et les pilotes sont contraints d'effectuer un atterrissage d'urgence à Séville (Espagne), ce qui nécessite de le remorquer hors de la piste après l'atterrissage[46].
- 27 août 2010 - Le vol VY3212 de Barcelone, en Espagne, à destination de Tenerife, est heurté par des oiseaux après le décollage. En raison des dégâts, l'équipage décide de retourner à Barcelone[47].
- 1er octobre 2010 - Un A320 volant de Séville à Gran Canaria fait un retour d'urgence à Séville en raison d'un problème technique indéterminé[48].
- 12 novembre 2010 - Le vol VY1901 reliant Vigo (Pontevedra) à Palma de Majorque (Baléares) rencontre des problèmes hydrauliques en vol et est contraint d'effectuer un atterrissage d'urgence à Barcelone, nécessitant d'être remorqué hors de la piste après l'atterrissage et constituant le deuxième cas similaire en quelques mois[49].
- 26 novembre 2010 - Le vol VY8077 en provenance de Barcelone, en Espagne, à destination de Paris, en France, sort de la piste pendant l'atterrissage et est évacué sur l'herbe. Aucune blessure n'a été signalée[50].

2011
- 27 mars 2011 - Le vol VY6502 de Barcelone, en Espagne, à Naples, en Italie, connaît des problèmes avec les masques à oxygène pendant la descente. L'avion a atterri à sa destination avec succès[51].
- 3 avril 2011 - Des problèmes surviennent à bord du vol VY2211 effectuant la liaison Séville - Barcelone, avant le décollage. Plusieurs passagers observent un mécanicien qui répare une aile avec un marteau. 18 passagers décident de quitter l'avion avant le décollage[52].
- 20 avril 2011 - Le vol VY2220 de Barcelone à Séville, avec 165 personnes à bord, connaît des problèmes de train d'atterrissage et fait un atterrissage d'urgence à Séville. L'avion reste bloqué sur la piste, entraînant la fermeture de l'aéroport pendant plusieurs heures[53].
- 8 mai 2011 - Le vol VY8710 entre Barcelone, en Espagne, et Vienne, en Autriche, traverse une zone orageuse lorsqu'il est frappé par deux éclairs. L'avion fait un atterrissage d'urgence à Vienne sans faire de blessés[54].
- 27 mai 2011 - Les passagers du vol VY8366 en provenance de Malaga, en Espagne, et à destination d'Amsterdam, aux Pays-Bas, ont filmé un chasseur Mirage français intercepter le vol après que les pilotes aient perdu le contact avec le contrôle, dans l'espace aérien français[55].
- 29 novembre 2011 - Le vol VY8026 entre Paris (France) et Barcelone (Espagne) rencontre des problèmes avec les portes pendant l'ascension et est contraint de retourner à Paris en raison de problèmes techniques[56].

2012
- 8 mars 2012 - Le vol VY1961 entre Amsterdam, Pays-Bas, et Bilbao, Espagne, rencontre des problèmes hydrauliques pendant la montée et fait un atterrissage d'urgence à Amsterdam[57].
- 8 juillet 2012 - Le vol VY6771 entre Pise (Italie) et Barcelone (Espagne) connaît des problèmes hydrauliques pendant la montée et les pilotes retournent à Pise pour un atterrissage d'urgence[58].
- 23 août 2012 - Le vol VY3741 reliant Minorque (Baléares) à Barcelone (Espagne) interrompt son décollage à très grande vitesse après que deux fortes détonations aient été entendues et que l'avion ait été secoué. L'avion est resté bloqué sur la piste et les passagers ont dû être débarqués sur la piste[59].
- 29 août 2012 - Le vol VY8366 en provenance de Malaga, en Espagne, à destination d'Amsterdam, aux Pays-Bas, avec 183 personnes à bord, perd le contact avec le contrôle, errant dans l'espace aérien néerlandais jusqu'à ce qu'il soit intercepté par deux avions de chasse qui le guident vers l'aéroport en le soupçonnant de terrorisme[60],[61].
- 29 août 2012 - Le vol VY1880 entre Barcelone, en Espagne, et Berlin, en Allemagne, effectue un atterrissage forcé de plus de 4 fois la force de gravité, bien au-delà de la limite structurelle. L'avion est totalement désactivé, mais pratiquement aucun média n'en parle[62]. L'avion subit des dommages considérables.
- 19 septembre 2012 - Le vol VY8898 en provenance de Barcelone, en Espagne, à destination de Bruxelles, en Belgique, rencontre des problèmes de moteur et effectue un atterrissage d'urgence (PAN) à Barcelone[63].
- 22 septembre 2012 - Le vol VY1670 de Barcelone à Saint-Jacques-de-Compostelle (La Corogne) heurte un oiseau après le décollage et connaît des problèmes de moteur, et doit retourner à Barcelone[64].

2013
- 28 mai 2013 - Le vol VY7101 reliant Londres Heathrow à La Corogne a été contraint d'interrompre son atterrissage après un lourd impact avec un oiseau sur la piste 21 de l'aéroport de La Corogne à cause d'un problème technique lors de la pratique d'un « autoland ». 12 minutes après l'atterrissage interrompu, l'avion s'est posé sans autre incident[65].

2014
- 4 janvier 2014 - Le vol VY2612 reliant Malaga à Bilbao (Biscaye) a dû effectuer un atterrissage d'urgence en raison d'un passager souffrant de problèmes cardiaques. L'avion est resté bloqué à l'aéroport de Barajas pendant plus de trois heures avant de redécoller finalement pour Bilbao. Grâce à l'attente, les terribles conditions météorologiques de l'aéroport de Bilbao se sont améliorées, ce qui a facilité la manœuvre d'atterrissage.
- 24 février 2014 - Le vol VY7101 entre Londres (Royaume-Uni) et La Corogne (Espagne) est frappé par la foudre sur l'un de ses Sharklets pendant la descente, ce qui ferait sauter les rivets de celui qui a été frappé et de celui d'où est sorti l'éclair. L'avion a atterri avec succès à La Coruña sans aucune blessure, restant inutilisable pendant une semaine jusqu'au remplacement des deux Sharklets.

2016
- 31 mars 2016 - Le vol VY1420 de Barcelone à Bilbao (Biscaye) a atterri dans un vent fort, et dans sa manœuvre, il a cassé une balise de marquage et un panneau de piste, envahissant l'herbe adjacente à la piste. L'avion est resté à l'aéroport pendant une semaine afin que les techniciens puissent effectuer divers contrôles avant sa remise en service[66].

2018
- 7 mai 2018 - La turbine d'un Airbus A320 de Vueling absorbe un vautour lors de l'atterrissage à l'aéroport de Bilbao. Les experts en aviation décrivent l'incident comme très grave[67].
- 30 juillet 2018 - Une nouvelle fois, la turbine d'un Airbus de Vueling absorbe un vautour alors qu'il décollait de l'aéroport de Bilbao, à destination de Paris. L'avion parvient à se stabiliser et à retourner à l'aéroport. Les pilotes soulignent la gravité de ce nouvel incident, apparemment causé par l'augmentation du nombre de vautours dans la région où se trouve l'aéroport[68].

## Critiques et affaires judiciaires
En 2012, la Cour d'appel de Paris puis la Cour de cassation, en 2014 condamnent successivement Vueling pour travail dissimulé.
En 2016, la Cour de cassation rappelle qu'il revient au transporteur aérien d'apporter la preuve de la bonne exécution du contrat de transport, à la suite de l'annulation du vol de retour d'un billet comportant l'aller et le retour.
En juillet 2017, une jeune femme handicapée est privée autoritairement de son fauteuil adapté, durant un vol Vueling.
En juillet 2017, l'Autorité italienne de la concurrence inflige à Vueling une amende d'un million d'euros pour pratiques commerciales trompeuses ; les enregistrements en ligne étaient présentés comme gratuits, alors qu'ils étaient facturés quinze euros,.
En juin 2023, le tribunal de commerce de Paris a condamné Vueling, après 4 ans de procédure, pour clause abusive. La compagnie a été contrainte de retirer des conditions générales une clause qui empêchait les passagers de saisir un Avocat ou une société tierce, avant qu'un délai de 30 jours ne s'écoule. C'était une entrave à la libre saisine de la justice.
Le 23 juillet 2025, à l'aéroport de Valence (Espagne), une cinquantaine d'enfants et adolescents français juifs et leurs moniteurs, de retour d'une colonie de vacances, sont expulsés d'un avion Vueling à destination de Paris-Orly. Les raisons de cette expulsion invoquées par un communiqué de la compagnie aérienne ne parviennent pas à convaincre les organisateurs de cette colonie de vacances, qui accusent, sans preuve, Vueling d'antisémitisme et portent plainte,.